# Canato de Iarcanda
O Canato de Iarcanda também conhecido como Canato de Casgar,  foi um estado turco muçulmano sunita governado pelos descendentes mongóis de Chagatai Cã. Foi fundada pelo sultão Said Cã em 1514 como uma ramificação ocidental do Mogulistão, que por sua vez era uma ramificação oriental do Canato de Chagatai. Foi finalmente conquistada pelo Canato da Zungária em 1705.

## Capital
Iarcanda serviu como capital do Canato de Iarcanda, também conhecido como Estado de Iarcanda (Mamlakati Yarkand), desde o estabelecimento do Canato (1514) até sua queda (1705). O antigo estado Dughlat de Mirza Abu Bakr Dughlat (1465–1514) de Casgar também usou Iarcanda como capital do estado. 

## História

### Antecedentes
O canato era predominantemente uigur/chagatai; algumas de suas cidades mais populosas eram Cotã, Iarcanda, Casgar, Yengisar, Acsu, Uqturpan, Cucha, Caraxar, Turfã e Kumul. Ela desfrutou de domínio contínuo na região por cerca de 200 anos até ser conquistada pelo Cã Zungar, Tsewang Rabtan, em 1705. 

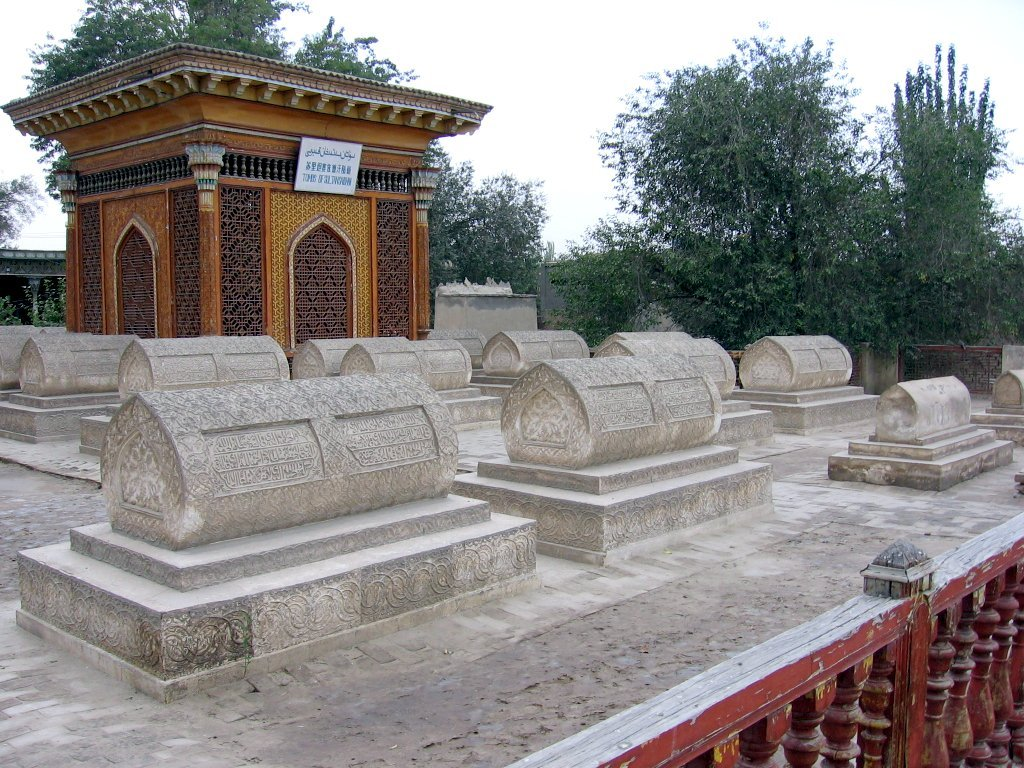
Túmulos reais do Canato de Iarcanda na Mesquita Altyn em Iarcanda, com o túmulo do Sultão Said Cã (1533) no pavilhão central

Na primeira metade do século XIV, o Canato de Chagatai entrou em colapso; na parte ocidental do Canato de Chagatai, o Império de Tamerlão surgiu em 1370 e se tornou a potência dominante na região até sua conquista em 1508 pelos Xaibânidas. Sua parte oriental tornou-se o Mogulistão, que foi criado por Tughluk Timur Cã em 1347, com a capital centrada em Almalik, ao redor do Vale do Rio Ili. Ela abrangia todas as terras colonizadas da Caxemira Oriental, bem como as regiões de Turfã e Kumul, que eram conhecidas na época como Uiguristão, de acordo com fontes bactro e indianas dos séculos XVI e XVII. A dinastia reinante do Canato de Iarcanda originou-se deste estado, que existiu por mais de um século. 
Em 1509, os Dughlats, governantes vassalos da bacia do Tarim, rebelaram-se contra o Mogulistão e se separaram. Cinco anos depois, o sultão Said Cã, irmão do Cã do Mogulistão Oriental ou Canato de Turfã, conquistou os Dughlats, mas estabeleceu seu próprio canato de Iarcanda.  
Isso pôs fim ao domínio nas cidades de Casgar dos emires Dughlat, que as controlavam desde 1220, quando a maior parte de Casgar foi concedida aos Dughlat pelo próprio Cã Chagatai. A conquista dos Dughlats permitiu que o estado de Iarcanda se tornasse a maior potência da região. 

### Reinado do Sultão Said Cã

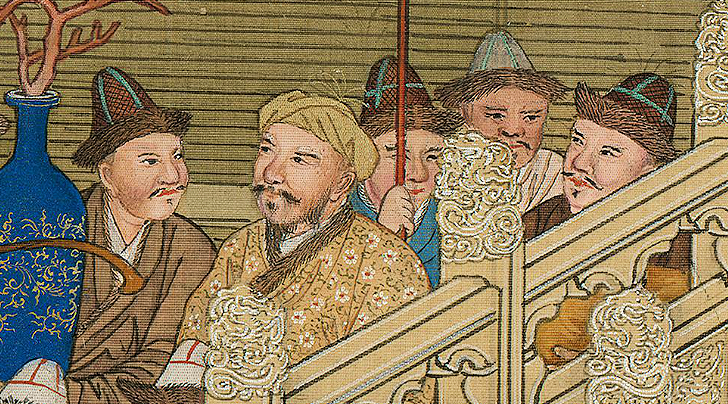
Dignitários de Iarcanda (葉爾奇木) em Pequim, China, em 1761.

O reinado do sultão Said Cã foi fortemente influenciado pelos Cojas.  Said Cã também tinha uma relação próxima com Babur, seu primo e fundador do Império Mogol, do outro lado do Himalaia e da Cordilheira do Caracórum, do Canato de Iarcanda. 
O reinado de Said Cã incluiu uma campanha em Bolor em 1527-1528,   um ataque a Badaquexão em 1529 e expedições de pilhagem em Ladaque e Caxemira em 1532.  O sultão Said Cã supostamente morreu em 1533 em Daulat Beg Oldi de um edema pulmonar de alta altitude ao retornar a Iarcanda de uma expedição em Ladaque e Caxemira.    

### Cãs posteriores
O sultão Said Khan foi sucedido por Abdurashid Cã (1533–1565), que começou seu reinado executando um membro da família Dughlat. Abdurrashid Cã também lutou pelo controle do Mogulistão (ocidental) contra os quirguizes e os cazaques, mas o Mogulistão (ocidental) foi finalmente perdido; depois disso, os mogóis foram amplamente restringidos à posse da Bacia do Tarim. 
Enquanto isso, o Canato de Iarcanda foi conquistado pelo Canato Budista Zungar na conquista Zúngara de Altixar de 1678 a 1705. 